# Offensive du Jouroud Aarsal
Guerre civile syrienne
Conflit au Liban
Batailles
- Sidon
- Aïn el-Jaouzé
- Ras al-Maara
- Aarsal
- Tallet al-Hamra
- Jouroud Aarsal
- Qaa et Ras Baalbeck

L'offensive du Jouroud Aarsal est un épisode du conflit au Liban pendant la guerre civile syrienne

## Prélude et forces en présence
Le 21 juillet 2017, le Hezbollah lance une opération dans le Jouroud Aarsal, une région montagneuse située autour de la ville d'Aarsal, à la frontière libano-syrienne,,,. Cette zone est tenue par environ 1 500 à 1 800 combattants syriens, djihadistes pour la plupart. Selon L'Orient-Le Jour, l'offensive est lancée par le parti chiite sans l'aval du cabinet Hariri.
L'armée libanaise tient la ville d'Aarsal — notamment peuplée de 60 000 réfugiés syriens — et dispose de 5 000 hommes dans la région,,. Elle n'intervient pas directement dans l'offensive, mais elle fournit un soutien en artillerie. L'armée syrienne fournit quant à elle ponctuellement un soutien aérien. 

## Déroulement
L'assaut est lancée le 21 juillet, le Hezbollah mène l'attaque sans préparation d'artillerie, ce qui pourrait lui avoir permis de prendre par surprise ses adversaires.
Le 22 juillet, la milice chiite progresse rapidement et s'empare de Kornet Wadi el-Khayl, des hauteurs de Kornet Kanzah, de Jouar el-Cheikh, Wadi Kreidi, al-Dalil al-Abiad et Sarj Koueiss. Selon la chaîne locale LBCI, les miliciens chiites pénètrent également dans la grotte qui servait de base à Abou Malek el-Talli, le chef de Tahrir al-Cham dans la région.
Le 24 juillet, le Hezbollah s'empare de la vallée de Wadi al-Khayl, 90 % des territoires tenus par Hayat Tahrir al-Cham passent sous le contrôle de la milice chiite. Les djihadistes se retrouvent acculés dans une zone de 7 kilomètres carrés, après avoir laissé 100 kilomètres carrés de territoires aux assaillants. 
Des combats ont également lieu contre le groupe rebelle Saraya Ahl el-Cham, plusieurs dizaines de ses combattants déposent leurs armes et se rendent, puis le groupe négocie son retrait des combats,.

## Reddition et évacuation des groupes syriens
Des négociations sont ouvertes, Abou Malek el-Talli réclame une médiation du Qatar et de Turquie, mais ces derniers refusent d'intervenir. Le 27 juillet à l'aube, une trêve est finalement signée entre le Hezbollah et le Hayat Tahrir al-Cham : celle-ci prévoit l'évacuation des derniers combattants du groupe salafiste djihadiste et des membres de leurs familles vers le gouvernorat d'Idleb, en Syrie, ainsi que des échanges de corps de combattants tués et de prisonniers,,,. Selon l'Agence nationale d'information libanaise (ANI), 10 800 combattants et civils s'enregistrent pour être évacués vers la Syrie, 7 800 noms sont donnés par Tahrir al-Cham et 3 000 par Saraya Ahl al-Cham, les premiers doivent être conduits à Idleb et les seconds à Ruhaybah, près de Dumayr,.
L'évacuation débute le 2 août, les premiers bus se portent en direction d'Idleb pour y conduire 7 777 personnes, dont 1 116 combattants,. Avant de se retirer, les djihadistes incendient des armes, des équipements et des documents de leur centre de commandement à Wadi Hmayed. Le même jour, trois hommes du Hezbollah capturés le 27 juillet sont relâchés contre la libération de trois hommes de Tahrir al-Cham,. Le 3 août, cinq autres  hommes du Hezbollah sont relâchés ; ils avaient été capturés dans la région d'Alep en 2015 et 2016,.
Prévue initialement le 12 août mais retardée, l'évacuation des hommes de Saraya Ahl el-Cham débute à son tour au matin du 13 août ; elle concerne 400 combattants et 3 000 civils,,,,. Dans la soirée, l'évacuation est cependant suspendue en raison d'un blocage au niveau des pourparlers. Elle reprend le lendemain : les bus quittent Wadi Hmayed, passent par la route Rahoué-Aakabet el-Jouroud et se rendent à Flita, en Syrie, où les autorités vérifient l'identité des passagers ; ces derniers terminent leur voyage à Ruhaybah, une localité tenue par les rebelles près de Dumayr, à l'est de Damas.

## Les pertes
Au 22 juillet, le Hezbollah reconnaît la mort de onze de ses combattants. Le même jour une source des services de sécurité libanais, citée par l'agence Reuters, fait état d'un bilan de 43 morts chez les rebelles et de 15 morts du côté du Hezbollah. Le 28 juillet, selon des sources de sécurité libanaises, 25 hommes du Hezbollah et entre plusieurs dizaines et 130 hommes de Tahrir al-Cham auraient été tués dans les combats,.
Le 30 juillet, les corps de neuf combattants de Tahrir al-Cham sont échangés contre ceux de cinq hommes du Hezbollah. Selon le média du Hezbollah al-Manar, deux des combattants de la milice avaient été tués en juillet, deux autres deux ans plus tôt et le cinquième corps était aux mains du groupe rebelle Saraya Ahl el-Cham,. Une femme accusée d'avoir fait passer de l'argent aux djihadistes, Mayda Allouche, est également libérée, ainsi que son fils et remise à Tahrir al-Cham,.

## Conséquences
Au terme de l'offensive Hayat Tahrir al-Cham est chassé du Liban, cependant l'État islamique tient encore avec 400 à 700 hommes les localités chrétiennes de Ras Baalbeck et de Qaa, dans le nord de la plaine de la Bekaa,,,,, soit un territoire de 300 km2 dont 160 km2 en Syrie et 140 km2 au Liban. 
Le 19 août 2017, l'armée libanaise déclenche l'opération « l'aube du Jouroud » dans le but de chasser les derniers djihadistes de son territoire. Le même jour, le Hezbollah annonce le lancement d’une offensive conjointe avec l’armée de Damas dans la partie syrienne de l'enclave.
Le 20 août, trois soldats libanais sont tués et un autre grièvement blessé par l'explosion d'une mine dans le Jouroud Aarsal.

## Vidéographie
- « Le Hezbollah libanais et l'armée syrienne lancent une offensive à leur frontière » [vidéo], France 24, 21 juillet 2017.